# Black Castle (Bristol)

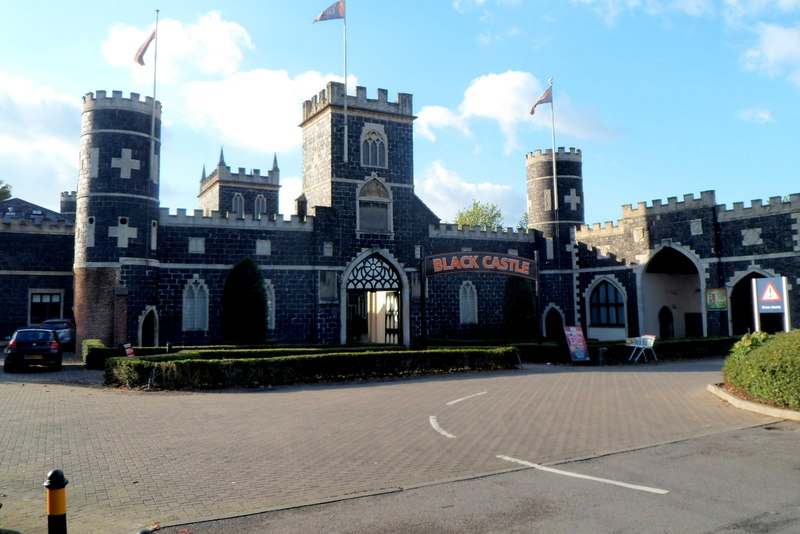
Black Castle Public House

Black Castle ist ein Sham Castle und heutiges Pub in der Junction Road in Brislington, einem Vorort der englischen Stadt Bristol. Das von English Heritage als historisches Bauwerk I. Grades gelistete Gebäude wird auch Arno’s Castle genannt.

## Geschichte
Das Shem Castle wurde in den Jahren 1745–1755 erstellt und enthielt Büros und Erholungsräume, war aber wohl ursprünglich ein Nebengebäude mit Stallungen und einer Wäscherei für Grundherrn. Das Gebäude wurde vermutlich entweder von William Halfpenny oder von James Bridges im Auftrag des örtlichen Geschäftsmannes William Reeve entworfen. Reeve gehörte auch das Mount Pleasant (heute Arno’s Court Hotel) auf der anderen Seite der Kreuzung.

## Beschreibung
Black Castle ist mit Blocks aus schwarzer Kupferschlacke aus Reeves Gießerei in Crew’s Hole errichtet. Das im neugotischen Stil errichtete Gebäude ist symmetrisch und hat zinnenbewehrte Rundtürme an jeder Ecke, die durch zweistöckige Gebäudefluchten so verbunden sind, dass sich ein Bauwerk mit quadratischem Grundriss und Innenhof ergibt. Der Vorder- und der Rücktrakt haben größere, zinnenbewehrte Eingangstürme mit quadratischen Grundrissen und Toreinfahrten. Über dem vorderen Einfahrtstor befindet sich ein blankes Schild mit Kielbogen und im zweiten Obergeschoss ein Bogen mit zwei Mitten und Maßwerk. Die Gebäudetrakte auf beiden Seiten des Eingangs besitzen zwei Fenster mit Y-förmigem Maßwerk unter einer weißen Steinlage und eingesetzte, weiße Schilder. Oben auf diesen Gebäudetrakten sind hell gefärbte Zinnen mit eingelassenen Schildern angebracht.
Die beiden vorderen Ecktürme haben Eingänge von außen mit Bögen mit zwei Mitten und darüber sind auffällige, weiße, ebene Schilder, von denen einige die Form von Kreuzen haben und andere in ihrer Form Schießscharten ähneln. Eine Remise ist an den rechten Eckturm angebaut und erstreckt sich in rechtem Winkel von Hauptgebäude weg. Es hat in der Mitte eine Toreinfahrt mit zwei Mitten und zu beiden Seiten gleichartige, kleine Fenster. Über der weißen Steinlage befinden sich runde, ebene Schilder und die zinnenbewehrte Brüstung ist über dem Eingang angehoben.
Ein großer Teil der Steinmetzarbeiten stammt vermutlich von den abgerissenen Stadttoren von Bristol und von der Kirche St Werburgh, die 1758–1761 nach Plänen von James Bridges wiederaufgebaut wurde. Black Castle wurde als historisches Bauwerk I. Grades gelistet. Arno’s Court Triumphal Arch stand ursprünglich vor dem Black Castle, wurde aber 1912 etwa 100 Meter weiter verschoben.